# Мертин, Жюльен
Жюльен Мертин (фр. Julien Mertine; род. 25 июня 1988, Сен-Жермен-ан-Ле) − французский фехтовальщик-рапирист, многократный чемпион Европы, чемпион мира и чемпион летних Олимпийских игр 2020 в Токио. Все титулы завоевал в командной рапире.

## Биография и спортивная карьера
Родился 25 июня 1988 года в Сен-Жермен-ан-Лэ, Франция.
Начал заниматься фехтованием в возрасте пяти лет вместе со своим отцом, мастером фехтования, который тренировал, среди прочего, чемпиона мира Виктора Синтеса.
Когда ему было восемнадцать, он присоединился к центру перспективных молодых фехтовальщиков в Шатене-Малабри. Он завоевал командную бронзовую медаль на чемпионате Европы среди юниоров 2007 года в Праге и на чемпионате мира среди юниоров 2008 года в Ачиреале. В 2009 году он был принят в INSEP, спонсируемое государством учреждение для перспективных спортсменов.
Мертин поднялся в 2010 году на свой первый подиум Кубка мира с бронзовой медалью в Копенгагене и был выбран в национальную сборную Франции в качестве резерва. Его первым соревнованием с командой стал Challenge International 2011 в Париже, в котором Франция заняла 5-е место. 117-е место в мировом рейтинге, Мертин выиграл чемпионат мира в Гаване в том же сезоне после победы над итальянцем Джорджо Авола в финале.
В сезоне 2012-13 он завоевал бронзовую медаль на чемпионате мира в Сеуле и на Гран-при Токио, но уступил белорусу Сергею Быку в первом раунде чемпионата Европы в Загребе. В командном зачете Франция в первом раунде уступила Великобритании. На чемпионате мира в Будапеште Мертин победил в первом раунде Ричарда Крузе из Великобритании, но затем уступил Хо Джун из Южной Кореи. В командном зачете его заменил Энцо Лефорт. Он закончил сезон под 19-м номером, что является его лучшим рейтингом по состоянию на 2014 год.
В сезоне 2013-14 Мертин выиграл национальный чемпионат Франции, последовательно победив Энцо Лефорта и Эрвана Ле Пешу. На чемпионате Европы в Страсбурге он проиграл 14-15 в таблице из 16 Александру Шупеничу из Чехии. В командном зачете Франция победила Чехию и Италию, а затем одержала верх над Италией, что позволило Мертину выиграть свою первую золотую медаль в крупном турнире. На чемпионате мира в Казани он потерпел поражение со счетом 13-15 в предварительной таблице из 64 от израильского рапириста Томера Ор. В командном зачете Франция обыграла Россию в полуфинале и в финале победила Китай, чтобы завоевать титул чемпиона мира.
Аттестат мастера фехтования Мертин сдал в девятнадцать лет. Сейчас он преподает фехтование в собственном клубе в Рюэй-Мальмезон и CE Orgeval-Villennes.

## Олимпиада 2020 в Токио
На Олимпийских играх Мертин стал чемпионом в командной рапире вместе с своими партнерами Эрванн Ле Пешу, Энцо Лефором и Максимом Поти. В финале французы победили сборную России в составе которой были Антон Бородачёв, Кирилл Бородачёв, Владислав Мыльников и Тимур Сафин.